# Максютово (Стерлітамацький район)
Максю́тово (рос. Максютово, башк. Мәҡсүт) — присілок у складі Стерлітамацького району Башкортостану, Росія. Входить до складу Ашкадарської сільської ради.
Населення — 139 осіб (2010; 137 в 2002).
Національний склад:
- башкири — 93%